# Annabergita
La annabergita es un mineral de la clase de los minerales fosfatos, y dentro de esta pertenece al llamado “grupo de la vivianita”. Fue descubierta en 1852 en una mina de Annaberg-Buchholz, en los montes Metálicos del estado de Sajonia (Alemania), siendo nombrada así por esta localización.

## Características químicas
Es un arseniato hidratado de níquel. El grupo de la vivianita en que se encuadra son todos arseniatos y fosfatos de un solo metal que cristalizan en el sistema cristalino monoclínico.
Es el análogo con níquel de la eritrina (Co3(AsO4)2·8H2O), mineral con el que forma una serie de solución sólida, en la que la sustitución gradual del níquel por cobalto va dando los distintos minerales de la serie; forma otra serie de solución sólida con la hörnesita en la que se va sustituyendo el níquel por magnesio.
Además de los elementos de su fórmula, suele llevar como impurezas: cobalto, magnesio, cinc, hierro y calcio.

## Formación y yacimientos
Es un inusual mineral secundario que se forma en la zona de oxidación por alteración hidrotermal de los depósitos de sulfuros que contienen níquel y cobalto, frecuentemente como producto de extracciones de las minas expuestas a la atmósfera, en donde aparece como costras verdes que recubren otros minerales del níquel.
Suele encontrarse asociado a otros minerales como: fluorita, eritrina, retgersita, niquelina, gersdorffita, maucherita o escuterudita-niquélica.